# Acreúna
Acreúna est une ville brésilienne située dans l'État Fédéral de Goiás.

## Histoire

### Origine du nom
Le nom Acreúna naquis de la fusion de deux autres termes. La ville étant construite au long de l'autoroute BR-060, qui relie la ville de Goiânia (ville ou siège la préfecture de l'État de Goiás) à un autre état brésilien, le Acre, dans le nord-ouest du pays. D'où le suffixe "Acre" de sa dénomination. Au moment de sa fondation Acreúna était en fait un hameau appartenant à la commune de Paraúna, dont le chef-lieu homonyme est situé à environ 100 km vers le nord de l'État de Goiás. La juxtaposition du préfixe "Acre" avec le suffixe "úna" établit donc l'appellation de la nouvelle ville Acreúna".

## Géographie
En 2014 la population fut estimée par l'IBGE (Institut Brésilien de Géographie et Statistiques) d'un total de 21 549 habitantes.

## Économie
L’économie de la ville est surtout basée sur l'agriculture et l'élevage, étant aussi dans un passé récent un grand pôle producteur de coton. 

### Infrastructure

#### Media
Deux stations radios existent à Acreúna : Radio Liberdade FM, radio communautaire sur la fréquence 87,9 et Radio Canadá FM sur la fréquence 91,7.

#### Écoles
Des écoles existantes 3 sont privées et 7 publiques entre municipales et étatiques (liées à l'État de Goiás). Les écoles privées étant : Colégio São Benedito, Colégio Máximo et École Princípios. Celles publiques de l'État : Colégio Ari Ribeiro Valadão Filho, Colégio Estadual Domingos Alves Pereira, École Estadual Ana Nastre de Melo. Finalement les municipales sont : École Municipale Tia Lourdes, École Municipale Nossa Senhora Aparecida, École Municipale João Batista Filho, École Municipale Décio Felipe.
Outre ces écoles, il existe encore à Acreúna 4 CMEI (Centres Municipaux d'Enseignement pour les Enfants) : CMEI Vanda Borges, CMEI Marcelo, CMEI Maria Ângela e CMEI Everton.